# Romeinse wegen in Nederland

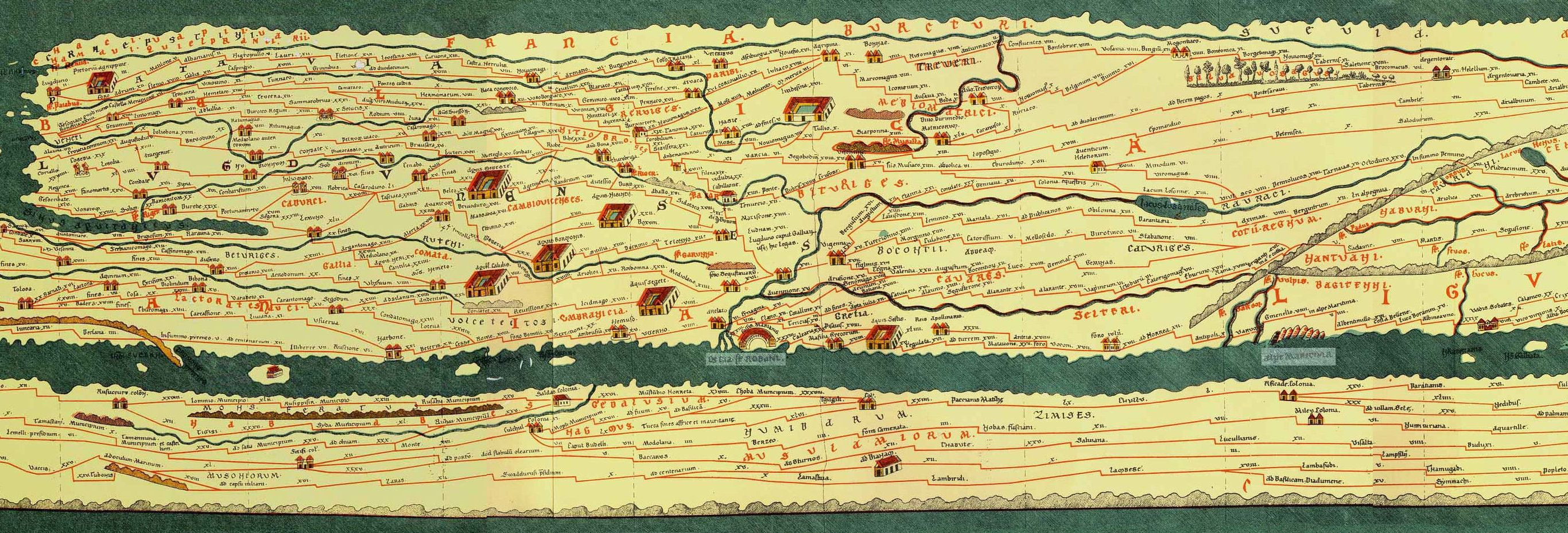
Deel van de Peutingerkaart met de romeinse wegen in België, Nederland, Frankrijk en Duitsland

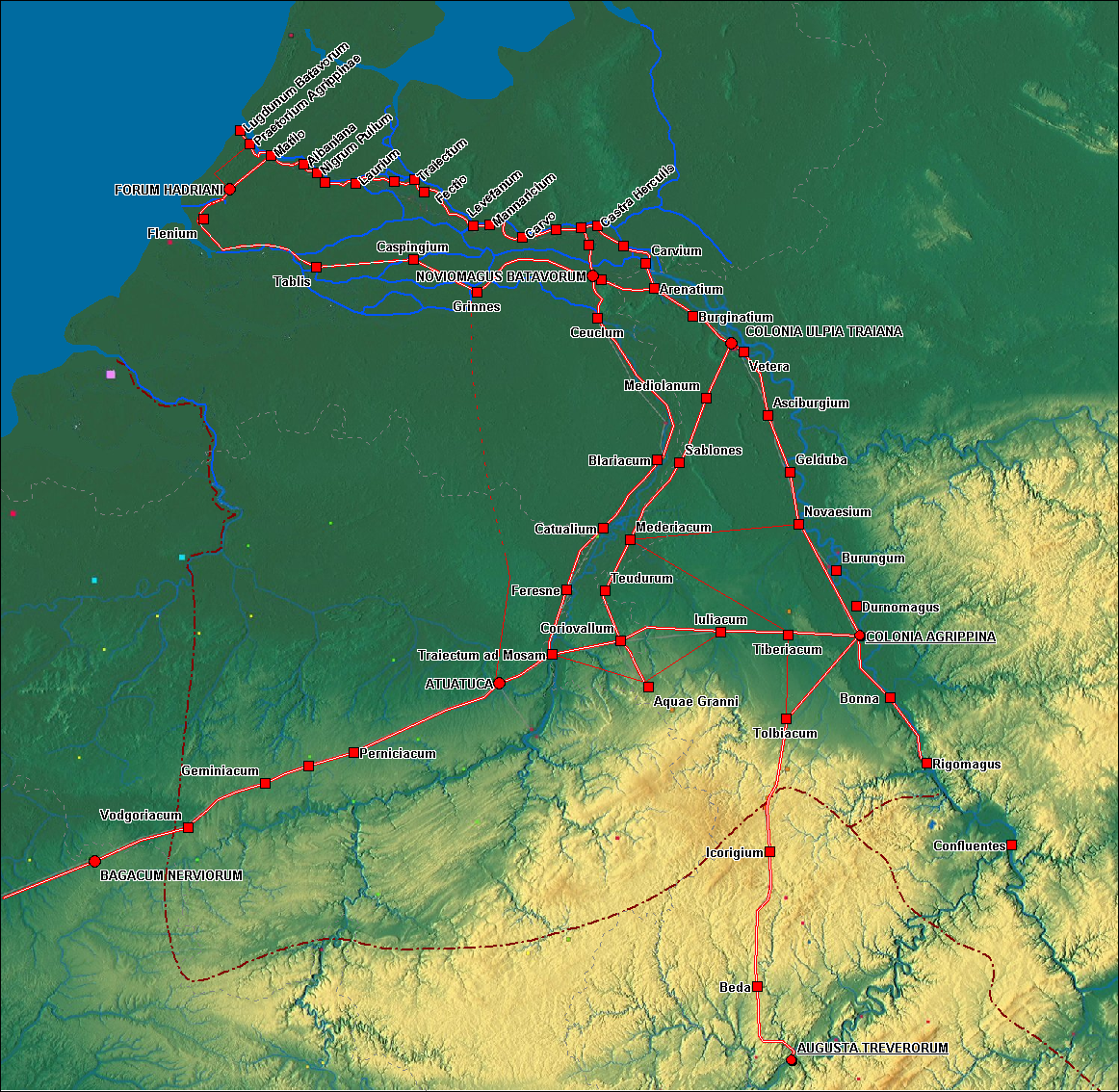
Kaart met wegen en plaatsen in Germania Inferior

De Romeinse wegen in Nederland doorkruisten met name het deel dat gelegen was onder de limes lijn, dus onder respectievelijk de Oude Rijn, Kromme Rijn, Leidsche Rijn en de Rijn. Grofweg gezegd de lijn onder Leiden tot Arnhem, het gebied dat vast in handen was van de Romeinen.
Ze verbonden met name (belangrijke) militaire versterkingen en werden onder regie van het leger aangelegd, het waren heerbanen.
De Romeinse wegen in Nederland waren -voor zover bekend- niet geplaveid, maar bestonden uit een dik grindpakket; in een slappere ondergrond aangevuld met klei en aan de zijkanten met palen verstevigd tegen het wegzakken.
De routes waren:
- Maastricht - Nijmegen - Arnhem (via linker Maasoever)
- Xanten - Arnhem - Leiden - Katwijk (Limesweg)
- Aken - Heerlen - Xanten
- Naaldwijk - Nijmegen - Xanten (noordelijke Maasweg)
- Maastricht - Heerlen - Rimburg (onderdeel van de Via Belgica tussen Boulogne en Keulen)
- Leiden - Voorburg - Naaldwijk, hierlangs stonden ooit de mijlpalen van het Wateringse Veld en de mijlpalen van Rijswijk